# プラート
プラート（伊: Prato ( 音声ファイル)）は、イタリア共和国トスカーナ州北西部の都市で、人口約200,000人の基礎自治体（コムーネ）。プラート県の県都である。11世紀以来、ヨーロッパの織物業の中心地のひとつとして繁栄してきた、伝統的な繊維業の町である。
1950年代以降、プラートは多くの移民を受け入れてきた。最初は南イタリア出身者、次いで外国移民、現在は1980年代後半から移り住み始めた中国人移民が最大のコミュニティーをつくっている。

## 地理

### 位置・広がり

#### 隣接コムーネ
隣接するコムーネは以下の通り。括弧内のPTはピストイア県、FIはフィレンツェ県所属を示す。
- アリアーナ (PT)
- カレンツァーノ (FI)
- カンピ・ビゼンツィオ (FI)
- カルミニャーノ
- モンテムルロ
- ポッジョ・ア・カイアーノ
- クアッラータ (PT)
- ヴァイアーノ

### 気候分類・地震分類
プラートにおけるイタリアの気候分類 (it) および度日は、zona D, 1668 GGである。
また、イタリアの地震リスク階級 (it) では、zona 3 (sismicità bassa) に分類される。

## 歴史

### 古代
考古学的発見から、プラート周辺の丘陵には旧石器時代から人が住んでいたことが証明されている。平野はのちにエトルリア人に植民地化された。1998年、近隣のカンピ・ビゼンツィオで、かつてあった名前の知られていない都市の遺跡が発見された。その都市は中程度の規模で、既に羊毛と繊維業の中心地であった。一部の学者によれば、神話上の都市といわれてきたカマル（en:Camar）ではないかといわれている。エトルリア都市は紀元前5世紀まで存続したが、その後打ち捨てられた。原因は不明である。一帯を後に支配するようになるのは古代ローマ人であり、彼らはカッシア街道（en:Via Cassia）を通ってやってきたが、なんの定住地もつくらなかった。

### 中世
中世初期、東ローマ帝国とロンゴバルド人支配が続いた。プラートとしての歴史は、10世紀に2つの村ボルゴ・アル・コルニオとカストルム・プラティ（プラートの城）が知られるようになってから始まる。続く一世紀のうちに2つの村は城の領主アルベルティ家の元で統合された。アルベルティ家は、神聖ローマ帝国よりプラート伯の称号を授かっていた。同じ頃、平野は干上がり、水力システムを調節しビセンツィオ川の水を利用する試みがグアルキエラエ（gualchierae、古い工業用織物機械）を動かすためにつくられた。
マティルデ・ディ・カノッサ軍による包囲戦の後（1107年）、アルベルティ家はビセンツィオ谷にある一族の要塞へ退却した。プラートは、自由コムーネとしてその時から発展することができた。2世紀の間、繁栄する繊維産業と、聖遺物サクラ・チントラ（it:Sacra Cintola）の存在に刺激されて人口は15,000人に達した。2つの新しい市壁列は、それぞれ12世紀半ばと14世紀初頭に建てられなければならなかった。1326年、フィレンツェ共和国の拡大に反対するため、プラートはナポリ王ロベルトをシニョーリ（僭主）として自発的に従属した。しかし、1351年2月23日、ナポリ女王ジョヴァンナ1世・ダンジョは、17,500フローリン金貨と交換に、プラートをフィレンツェへ売り渡した。

### 近代から現代
1512年、カンブレー同盟戦争の最中、プラートは教皇ユリウス2世と神聖ローマ皇帝カール5世によって召集されたスペイン軍により略奪された。彼らはメディチ家のためにフィレンツェ近郊の都市を取り戻そうとしたのである。プラート略奪の過酷さがフィレンツェ共和国の降伏をもたらし、メディチ家支配を復活させた。軍は市街で50,000人ものプラート市民を虐殺した。
1653年、プラートに都市特権が授けられ、カトリックの司教座が置かれた。市は18世紀の間に特に繁栄し、美しくなった。
19世紀のリソルジメント後、プラートは織物において特に国内1位の工業中心地となった（歴史家エマヌエーレ・レペッティはプラートを『イタリアのマンチェスター』と称した）。1901年に人口は50,000人に増加し、2001年には180,000人となった。20世紀から市は多くの移民を受け入れてきた。
プラートは1980年代後半以降、わずか十数年で中国系住民を大量にかかえる街となった。近年は、10,000人から20,000人いるという中国人コミュニティーをかかえており、温州市出身者が多いといわれる。中小零細規模の織物工房に雇用されていた闇労働なども含む中国人が独立し、工房を乗っ取るなどしてコミュニティーを拡大したといわれており、地元と同化することのない不透明な経済を形成しているという。

## 行政

### 分離集落
プラートには以下の分離集落（フラツィオーネ）がある。
- Figline di Prato, Cafaggio, Coiano, La Querce, Maliseti, Mezzana, Narnali, Paperino, San Giorgio a Colonica, Santa Lucia, Santa Maria a Colonica, Viaccia, Vergaio

## みどころ

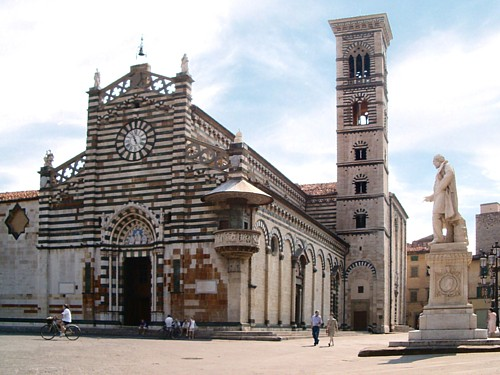
ドゥオーモ

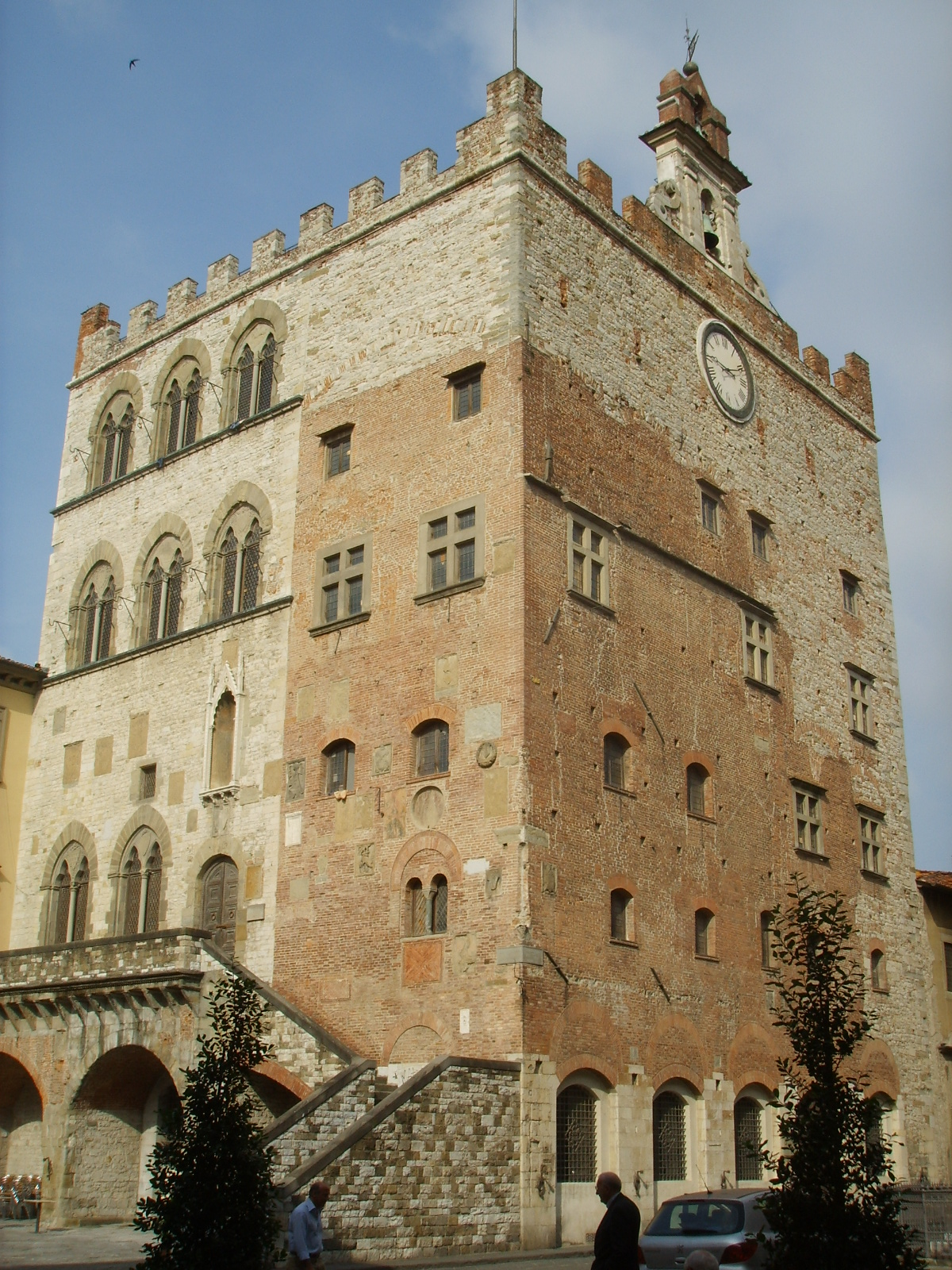
パラッツォ・プレトーリオ

- プラート大聖堂（イタリア語版） - 10世紀に建てられたサント・ステファノ教会を前身とする。現在の建物は12世紀に建てられたロマネスク様式のもの。14世紀、聖母マリアが身につけていたベルト（it:Sacra Cintola）がもたらされた。ドナテッロ作の説教壇、フィリッポ・リッピ作のフレスコ画を所蔵する。
- パラッツォ・プレトーリオ（Palazzo Pretorio）　-　13世紀の赤煉瓦の建物。一部は後期ゴシック時代に白い石を用いて建てられている。
- インペラトーレ城（en:Castello dell'Imperatore）　-　13世紀、皇帝フリードリヒ2世によって建てられた。のちに市壁の一部に組み込まれた。現在は美術館と教育センターが入っている。
- サンタ・マリア・デッレ・カルチェリ聖堂（it:Basilica Santa Maria delle Carceri）　-　1484年、ロレンツォ・デ・メディチがジュリアーノ・サンガッロに命じて建てさせた。ブルネレスキのパッツィ礼拝堂に触発された、ギリシャ十字型の平面図を採用。

## スポーツ

### サッカー
プロサッカークラブであるACプラートの本拠である。2017-18シーズンはセリエC（3部リーグ）に属している。

## 中国からの移民
中国（特に温州）からの移民が増えていて、そのほとんどが服飾産業に従事している。現在ではミラノに次いでイタリア第二のチャイナタウンを形成している。

## 著名な出身者
- クリスティアン・ヴィエリ
- ユリ・ケキ
- フランチェスコ・ディ・マルコ・ダティーニ
- イヴァ・パチェッティ
- フィオレンツォ・マーニ
- フィリッピーノ・リッピ
- パオロ・ロッシ - サッカー選手。
- ロベルト・ビアジーニ - ファッションデザイナー
- クララ・カラマイ - 女優

## 姉妹都市
- ナムディン, ベトナム
- アルベマール郡,　バージニア州、 アメリカ合衆国
- ルーベ, フランス
- 常州市, 中国
- エーベンゼー（ドイツ語版）, オーストリア
- ヴァンゲン（ドイツ語版）, ドイツ
- サラエヴォ, ボスニア・ヘルツェゴヴィナ
- ビル・ラフルー, サハラ・アラブ民主共和国
- パビアニツェ, ポーランド
- トマシュフ・マゾヴィエツキ, ポーランド
- ハラレ、ジンバブエ